# لیلی‌اوکالانی
لیلی‌اوکالانی (انگلیسی: Liliuokalani؛ ۲ سپتامبر ۱۸۳۸ – ۱۱ نوامبر ۱۹۱۷) آخرین ملکه پادشاهی هاوایی از دودمان کالاکائوآ بود. وی پس از برادرش دیوید کالاکائوآ که وارثی نداشت به سلطنت رسید.